# Hatch Act of 1939
 (décembre 2024).
Si vous disposez d'ouvrages ou d'articles de référence ou si vous connaissez des sites web de qualité traitant du thème abordé ici, merci de compléter l'article en donnant les références utiles à sa vérifiabilité et en les liant à la section « Notes et références ».
La Hatch Act of 1939 (littéralement, « Loi Hatch de 1939 ») est une loi fédérale américaine dont le principal but est d'interdire à tout employé fédéral de s'engager dans des activités politiques partisanes. Couramment désignée du nom de son promoteur, Carl Hatch, sénateur du Nouveau-Mexique, la loi est officiellement dénommée « An Act to Prevent Pernicious Political Activities » (littéralement, « Une loi pour prévenir les activités politiques pernicieuses »).
Cette loi interdit à tout employé fédéral américain d'être membre de « n'importe quelle organisation politique qui préconise le renversement de notre forme constitutionnelle de gouvernement ». Pendant la période du maccarthysme, cette loi était interprétée de manière à interdire les organisations communistes ou en faveur du mouvement ouvrier.

### Citations originales
1. ↑  (en) « any political organization which advocates the overthrow of our constitutional form of government »